# Wybory w 2004
Lista i rezultaty wyborów, które się odbyły na świecie w 2004 roku.
| Państwo                    | Data            | Zwycięzca                                                                  | Zmiana/reelekcja                       | Link i inne informacje |
| -------------------------- | --------------- | -------------------------------------------------------------------------- | -------------------------------------- | --- |
| Grecja                     | 7 marca         | Nowa Demokracja                                                            | Zmiana                                 | Wybory parlamentarne w Grecji w 2004 roku Wybory, w których premierem został Kostas Karamanlis.                                                         |
| Rosja                      | 14 marca        | Władimir Putin                                                             | Reelekcja                              | Wybory prezydenckie w Rosji w 2004 roku Władimir Putin został wybrany na drugą kadencję.                                                                |
| Hiszpania                  | 14 marca        | Hiszpańska Socjalistyczna Partia Robotnicza                                | Zmiana                                 | Wybory parlamentarne w Hiszpanii w 2004 roku |
| Republika Chińska (Tajwan) | 20 marca        | Chen Shui-bian i Annette Lu                                                | Reelekcja                              | Wybory prezydenckie w Chinach w 2004 Wygrali z Lien Chanem i Jamesem Soongiem                                                                           |
| Salwador                   | 21 marca        | Antonio Saca                                                               | Zmiana                                 | Wybory prezydenckie w Salwadorze w 2004 roku |
| Malezja                    | 21 marca        | Front Narodowy                                                             | Zmiana                                 | Wybory parlamentarne w Malezji w 2004 |
| Antigua i Barbuda          | 23 marca        | Zjednoczona Progresywna Partia                                             | Zmiana                                 | Wybory parlamentarne w Antigua i Barbuda w 2004 roku |
| Gruzja                     | 28 marca        | Zjednoczony Ruch Narodowy                                                  | Zmiana                                 | Wybory parlamentarne w Gruzji w 2004 roku |
| Gwinea Bissau              | 28 marca        | Afrykańska Partia dla Niezależności Gwinei i Republiki Zielonego Przylądka | Zmiana                                 | Wybory parlamentarne w Gwinei Bissau w 2004 roku |
| Sri Lanka                  | 2 kwietnia      | Partia Wolności Sri Lanki                                                  | Zmiana                                 | Wybory parlamentarne na Sri Lance w 2004 roku |
| Słowacja                   | 3 kwietnia      | Kierunek – Socjalna Demokracja                                             | Zmiana                                 | Wybory parlamentarne na Słowacji w 2004 roku |
| Indonezja                  | 5 kwietnia      | Golkar                                                                     | Reelekcja                              | Wybory parlamentarne w Indonezji w 2004 roku |
| Algieria                   | 8 kwietnia      | Abd al-Aziz Buteflika                                                      | Zmiana                                 | Wybory prezydenckie w Algierii w 2004 roku Wygrał z 85% poparciem.                                                                                      |
| Macedonia                  | 14 kwietnia     | Branko Crvenkovski                                                         | Reelekcja                              | Wybory prezydenckie w Macedonii w 2004 roku |
| RPA                        | 14 kwietnia     | Afrykański Kongres Narodowy                                                | Reelekcja                              | Wybory parlamentarne w RPA w 2004 roku |
| Komory                     | 18 kwietnia     | Pole Wysp Autonomicznych                                                   | Zmiana                                 | Wybory parlamentarne na Komorach w 2004 roku |
| Austria                    | 25 kwietnia     | Heinz Fischer                                                              | Zmiana                                 | Wybory prezydenckie w Austrii w 2004 roku Wygrał z Benitą Ferrero-Waldner                                                                               |
| Panama                     | 2 maja          | Martín Torrijos                                                            | Zmiana                                 | Wybory prezydenckie w Panamie w 2004 roku |
| Panama                     | 2 maja          | Partia Rewolucyjno-Demokratyczna                                           | Zmiana                                 | Wybory parlamentarne w Panamie w 2004 roku |
| Filipiny                   | 10 maja         | Gloria Macapagal-Arroyo                                                    | Reelekcja                              | Wybory prezydenckie na Filipinach w 2004 roku |
| Filipiny                   | 10 maja         | Noli de Castro                                                             | Zmiana                                 | Wybory wiceprezydenckie na Filipinach w 2004 roku |
| Filipiny                   | 10 maja         | K-4 – Liberalna Partia                                                     | Zmiana                                 | Wybory parlamentarne na Filipinach w 2004 roku |
| Indie                      | 13 maja         | Narodowy Sojusz Demokratyczny                                              | Zmiana                                 | Wybory parlamentarne w Indiach w 2004 roku |
| Republika Dominikany       | 16 maja         | Leonel Fernández                                                           | Zmiana                                 | Wybory prezydenckie w Republice Dominikany w 2004 roku Został ponownie prezydentem, po 4-letniej przerwie.                                              |
| Malawi                     | 20 maja         | Bingu wa Mutharika                                                         | Zmiana                                 | Wybory prezydenckie w Malawi w 2004 roku |
| Malawi                     | 20 maja         | Partia Kongresu Malawi                                                     | Zmiana                                 | Wybory parlamentarne w Malawi w 2004 roku |
| Serbia                     | 13 czerwca      | Boris Tadić                                                                | Zmiana                                 | Wybory prezydenckie w Serbii w 2004 roku |
| Islandia                   | 26 czerwca      | Ólafur Ragnar Grímsson                                                     | Reelekcja                              | Wybory prezydenckie na Islandii w 2004 roku |
| Kanada                     | 28 czerwca      | Liberalna Partia Kanady                                                    | Zmiana                                 | Wybory parlamentarne w Kanadzie w 2004 roku Zgodnie z konstytucją, nowym premierem został lider partii – Paul Martin.                                   |
| Indonezja                  | 5 lipca         | Susilo Bambang Yudhoyono                                                   | Zmiana                                 | Wybory prezydenckie w Indonezji w 2004 roku W drugiej turze wygrał z Megawati Sukarnoputri                                                              |
| Kazachstan                 | 9 września      | Ojczyzna                                                                   | Reelekcja                              | Wybory parlamentarne w Kazachstanie w 2004 roku Wybory nie były w pełni demokratyczne                                                                   |
| Afganistan                 | 9 października  | Hamid Karzaj                                                               | Zmiana (pierwsze demokratyczne wybory) | Wybory prezydenckiee w Afganistanie w 2004 roku |
| Australia                  | 9 października  | Liberalna Partia Australii                                                 | Zmiana                                 | Wybory parlamentarne w Australii w 2004 roku |
| Irlandia                   | 22 października | Mary McAleese                                                              | Reelekcja                              | Wybory prezydenckie w Irlandii w 2004 roku |
| Botswana                   | 30 października | Demokratyczna Partia Botswany                                              | Zmiana                                 | Wybory parlamentarne w Botswanie w 2004 roku |
| Ukraina                    | 31 października | Wiktor Juszczenko                                                          | Zmiana (pierwsze demokratyczne wybory) | Wybory prezydenckie na Ukrainie w 2004 roku |
| Samoa                      | 2 listopada     | Togiola Tulafono                                                           | Reelekcja                              | Wybory prezydenckie w Samoa w 2006 roku Wybory spowodowane śmiercią gubernatora Tauesy Sunii. Do wyborów, tymczasowym gubernatorem był Togiola Tulafono |
| Portoryko                  | 2 listopada     | Aníbal Acevedo Vilá                                                        | Zmiana                                 | Wybory prezydenckie w Portoryko w 2004 roku |
| Portoryko                  | 2 listopada     | Nowa Postępowa Partia Portoryko                                            | Zmiana                                 | Wybory parlamentarne w Portoryko w 2004 roku |
| USA                        | 2 listopada     | Partia Republikańska                                                       | Reelekcja                              | Wybory parlamentarne w USA w 2004 roku |
| Nigeria                    | 16 listopada    | Tandja Mamadou                                                             | Zmiana                                 | Wybory prezydenckie w Nigerii w 2004 roku W drugiej turze pokonał Mahamadou Issoufou                                                                    |
| Rumunia                    | 28 listopada    | Traian Băsescu                                                             | Zmiana                                 | Wybory prezydenckie w Rumunii w 2004 roku |
| Rumunia                    | 28 listopada    | Partia Socjaldemokratyczna + Partia Konserwatywna                          | Zmiana                                 | Wybory parlamentarne w Rumunii w 2004 roku |
| Mozambik                   | 2 grudnia       | Armando Guebuza                                                            | Zmiana                                 | Wybory prezydenckie w Mozambiku w 2004 roku |
| Ghana                      | 7 grudnia       | Nowa Partia Patriotyczna                                                   | Zmiana                                 | Wybory parlamentarne w Ghanie w 2004 roku |

- „Zmiana” oznacza przejęcie władzy przez inną partię lub człowieka.